# Johannes Gallandi

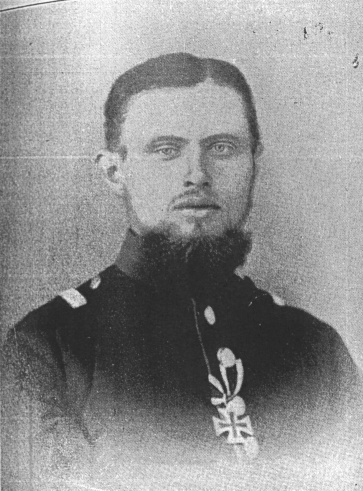
Johannes Gallandi

Johannes Jakob Theophil Benjamin Gallandi (* 15. Juni 1843 in Paterswalde, Landkreis Wehlau; † 31. Dezember 1917 in Königsberg) war ein preußischer Oberstleutnant, der als Genealoge des ostpreußischen Adels und als Chronist des Grenadier-Regiments „Kronprinz“ bekannt wurde.

## Leben
Gallandi stammte aus einer alten ostpreußischen Bauernfamilie. Er war ein Sohn des Paterswalder Pfarrers Johann Otto Gallandi (1808–1852) und der Pfarrerstochter Auguste, geborene Koehler (1802–1885). Er besuchte das Friedrichskolleg in Königsberg und trat nach der Reifeprüfung am 20. September 1861 als Offiziersanwärter in das 1. Ostpreußische Grenadier-Regiment Nr. 1 der Preußischen Armee in Königsberg ein, in dem er vom 11. November 1862 bis 1886 als Offizier diente. Er nahm 1866 am Deutschen Krieg teil und war ab Mitte Dezember 1866 Adjutant des I. Bataillons. In dieser Eigenschaft veröffentlichte er 1869 die Geschichte des Königlich Preußischen Ersten Ostpreußischen Grenadier-Regiments Nr. 1 Kronprinz. 1855–1869 und erhielt dafür den Kronen-Orden IV. Klasse. Während des Krieges gegen Frankreich war er bis Ende November 1870 in seiner Stellung tätig und wurde für die Schlacht von Noisseville mit dem Eisernen Kreuz II. Klasse ausgezeichnet.
Nach dem Friedensschluss diente Gallandi vom 7. März 1872 bis zum 10. Oktober 1873 als Regimentsadjutant. Am 11. Februar 1875 wurde er als Hauptmann à la suite seines Regiments gestellt und als Kompanieführer an die Unteroffiziersschule in Jülich sowie ab 1. Oktober 1879 in gleicher Eigenschaft nach Marienwerder kommandiert. Mitte September 1882 trat Gallandi mit der Ernennung zum Chef der 10. Kompanie in sein Stammregiment zurück. Am 16. März 1886 wurde er unter Beförderung zum überzähligen Major als aggregiert in das 8. Ostpreußische Infanterie-Regiment Nr. 45 versetzt. Am 9. August 1887 erfolgte seine Ernennung zum Kommandeur des II. Bataillons im 2. Niederschlesischen Infanterie-Regiment Nr. 47. In dieser Stellung erhielt er anlässlich des Ordensfestes im Januar den Roten Adlerorden IV. Klasse, bis er am 16. Februar 1889 mit Pension und der Berechtigung zum Tragen der Uniform des Grenadier-Regiments König Friedrich III. (1. Ostpreußisches) Nr. 1 seinen Abschied nahm.
Nach seiner Verabschiedung zog er wieder nach Königsberg und erhielt am 12. September 1894 den Charakter als Oberstleutnant.
Während seiner aktiven Dienstzeit beschäftigte sich Gallandi mit der Geschichte seines Regiments, daneben mit dem ostpreußischen Adel und seinen Wappen. Er veröffentlichte zu Lebzeiten nur wenige Bücher und einige Zeitschriftenartikel. Seine teilweise nahezu vollständigen Stammreihen des ost- und westpreußischen Adels sowie seine Wappensammlung hinterließ er dem Königlichen Staatsarchiv in Königsberg. Heute wird sein Nachlass im Geheimen Staatsarchiv Preußischer Kulturbesitz in Berlin aufbewahrt. Aus seinem Vermögen gründete er die Gallandi-Koehlersche Familienstiftung, die jungen bedürftigen Familienmitgliedern Ausbildungsbeihilfen zahlte. Gallandi blieb unverheiratet.

## Schriften
- Geschichte des Königlich Preußischen Ersten Ostpreußischen Grenadier-Regiments Nr. 1 Kronprinz. 1855–1869. Mittler, Berlin 1869.
- Königsberger Stadtgeschlechter. In: Altpreußische Monatsschrift, Bd. 19 (1882), S. 177–236 und Bd. 20 (1883), S. 1–52, 193–232, 451–478 und 567–643; Nachdruck: Königsberger Stadtgeschlechter. Verein für Familienforschung in Ost- und Westpreußen e. V., Hamburg 1961 (= Sonderschriften des Vereins für Familienforschung in Ost- und Westpreußen e. V., Nr. 1); Register von Kurt Tiesler: Königsberger Stadtgeschlechter und ihre Verwandten. Familiengeschichtliche Blätter, Bd. 19 (1921),  Heft 7, Sp. 197–202, Heft 8, Sp. 233–240 und Heft 9, Sp. 261–268.
- Geschichte des Grenadier-Regiments Kronprinz (1. Ostpreußischen) Nr 1. 1869–1882. Mittler, Berlin 1883.
- Die von Aweyden. In: Altpreussische Monatsschrift. Band 24, 1887, S. 60–137
- Geschichte des Grenadier-Regiments Kronprinz (1. Ostpreußischen) Nr 1. 1882–1900. Mittler, Berlin 1901.
- Vasallenfamilien des Ermlands und ihre Wappen. Zeitschrift für die Geschichte und Altertumskunde Ermlands, Bd. 19 (1916)
- Altpreußisches Adelslexikon. In: Altertumsgesellschaft Prussia (Hg.): Prussia. Königsberg in Preußen (vier Lieferungen 1926–35; bis zum Artikel Bieberstein)
- Address-Calender Königsberg auf das Jahr 1733. Verein für Familienforschung in Ost- und Westpreußen, Hamburg 1962 (= Sonderschriften des Vereins für Familienforschung in Ost- und Westpreußen, Bd. 2)